# CALS
CALS (engl. Computer-Aided Acquisition and Life-Cycle Support, computergestützte Beschaffungs- und Lebenszyklus-Unterstützung) ist seit den 1980er Jahren die Bezeichnung für eine weltweite Strategie von Behörden und Unternehmen zur Umstellung umfangreicher technischer Dokumentationen von Papier auf elektronische Dokumente. Ursprünglich wurde CALS vom US-Verteidigungsministerium entwickelt, um einheitliche Austauschformate (wie SGML, CGM und IGES) vor allem im Militär- und Rüstungsbereich durchzusetzen. Darüber hinaus wurden eigene Standards definiert, wie zum Beispiel das CALS-Tabellenmodell, welches unter anderem bei DocBook, EAD und TEI eingesetzt wird.
Fokus und Richtung der CALS-Strategie haben sich im Laufe der Zeit erweitert. Ursprünglich als Computer-Aided Logistics Support (engl. für computergestützte Logistik-Unterstützung) gestartet, veränderte sie sich zu Computer-Aided Acquisition and Logistics Support (computergestützte Beschaffungs- und Logistik-Unterstützung). Gegenwärtig (2006) wird unter der CALS-Strategie verstanden, alle relevanten Informationen bezüglich eines Produktes während des gesamten Lebenszyklus’ (von der Planung und Entwicklung über die Produktion bis zum Betrieb und schließlich zur Entsorgung) elektronisch zu speichern und zu übermitteln, was zu der heute üblichen Umschreibung des Akronyms führte.

## CALS-Rastergrafik-Dateiformat
Das CALS-Rastergrafik-Dateiformat ist ein Standard zum Austausch von grafischen Daten. Es speichert Bilder im monochromen Modus (schwarz/weiß). Die typischen Dateinamenserweiterungen sind DCL und RAS. Seine Entwicklung fand innerhalb der CALS-DOD-Initiative statt, das Format definiert Standards zur Codierung und Kompression von Rastergrafiken (monochromes Bitmap). Referenzen: MIL-R-28002; MIL-PRF-28002.

## CALS-Tabellenmodell
Das CALS-Tabellenmodell ist ein Standard zur Repräsentation von Tabellen im SGML/XML-Format. Seine Entwicklung fand innerhalb der CALS-DOD-Initiative statt, das Format basiert auf den wenig umfangreichen Beschreibungen und Beispielen der Mil-M-38784B-Spezifikation für technische Handbücher. Bei der Realisierung und technischen Umsetzung traten Unzulänglichkeiten zutage, sodass eine Nachfolgespezifikation durch die Organization for the Advancement of Structured Information Standards (OASIS) notwendig wurde. Siehe OASIS-Dokumentenformate.